# Nikola Kavazović
Nikola Kavazović, cyr. Никола Кавазовић (ur. 29 lipca 1975 w Belgradzie) – serbski piłkarz, grający na pozycji pomocnika, trener piłkarski.

## Kariera piłkarska

### Kariera klubowa
Wychowanek FK BASK Beograd, a potem OFK Beograd, w barwach którego w 1993 rozpoczął karierę piłkarską. Przez dwa sezony występował w węgierskich klubach Újpest FC i Csepel SC. W sezonie 1996/97 bronił barw FK Železničar Belgrad, ale potem przez ciężką kontuzję był zmuszony zakończyć karierę piłkarską w wieku 22 lat.

### Kariera reprezentacyjna
W 1991 debiutował w reprezentacji Jugosławii U-16. Dwa lata rozegrał 2 mecze w reprezentacji Jugosławii U-18.

## Kariera trenerska
W 2005 rozpoczął pracę szkoleniową w FK BSK Borča. W latach 2007–2008 pomagał trenować FK Čukarički Stankom. Potem prowadził bośniacki klub FK Romania. W sezonie 2008/09 stał na czele serbskiego FK Resnik, a w następnym sezonie zmienił klub na FK Big Bull Radnički. W 2012 wyjechał do Tadżykistanu, gdzie trenował Istiklol Duszanbe oraz reprezentację Tadżykistanu. W czerwcu 2013 został zwolniony najpierw ze stanowiska trenera reprezentacji, a potem w październiku i z klubu, kiedy jego drużyna przegrała po raz pierwszy w ciągu ostatnich 13 miesięcy!. 5 czerwca 2014 został selekcjonerem reprezentacji Sri Lanki.

## Sukcesy i odznaczenia

### Sukcesy trenerskie
- zdobywca Pucharu Prezydenta AFC: 2012